# The Gentleman's Magazine
The Gentleman's Magazine fu una rivista pubblicata a Londra, da Edward Cave, a partire dal gennaio 1731. Il titolo originale completo era The Gentleman's Magazine, o Trader's monthly intelligencer. L'innovazione del Cave fu quella di creare un compendio mensile di notizie, arricchito di commenti su qualsiasi argomento che potesse interessare al pubblico cólto: si spaziava dai prezzi delle materie prime fino alla poesia latina. La rivista faceva assegnamento sugli articoli scritti da un gruppo di collaboratori regolari, e riportava ampi estratti da altre riviste e da libri. Cave, che diresse il Gentleman's Magazine con lo pseudonimo di Sylvanus Urban, fu il primo a utilizzare il termine magazine (in italiano rivista), che sarà poi usato per indicare le riviste popolari. Sulla prima pagina di ogni numero era raffigurato l'edificio di St John's Gate, nella zona londinese di Clerkenwell, in cui abitava il Cave, e dov'era anche la sede del giornale.

## Storia editoriale

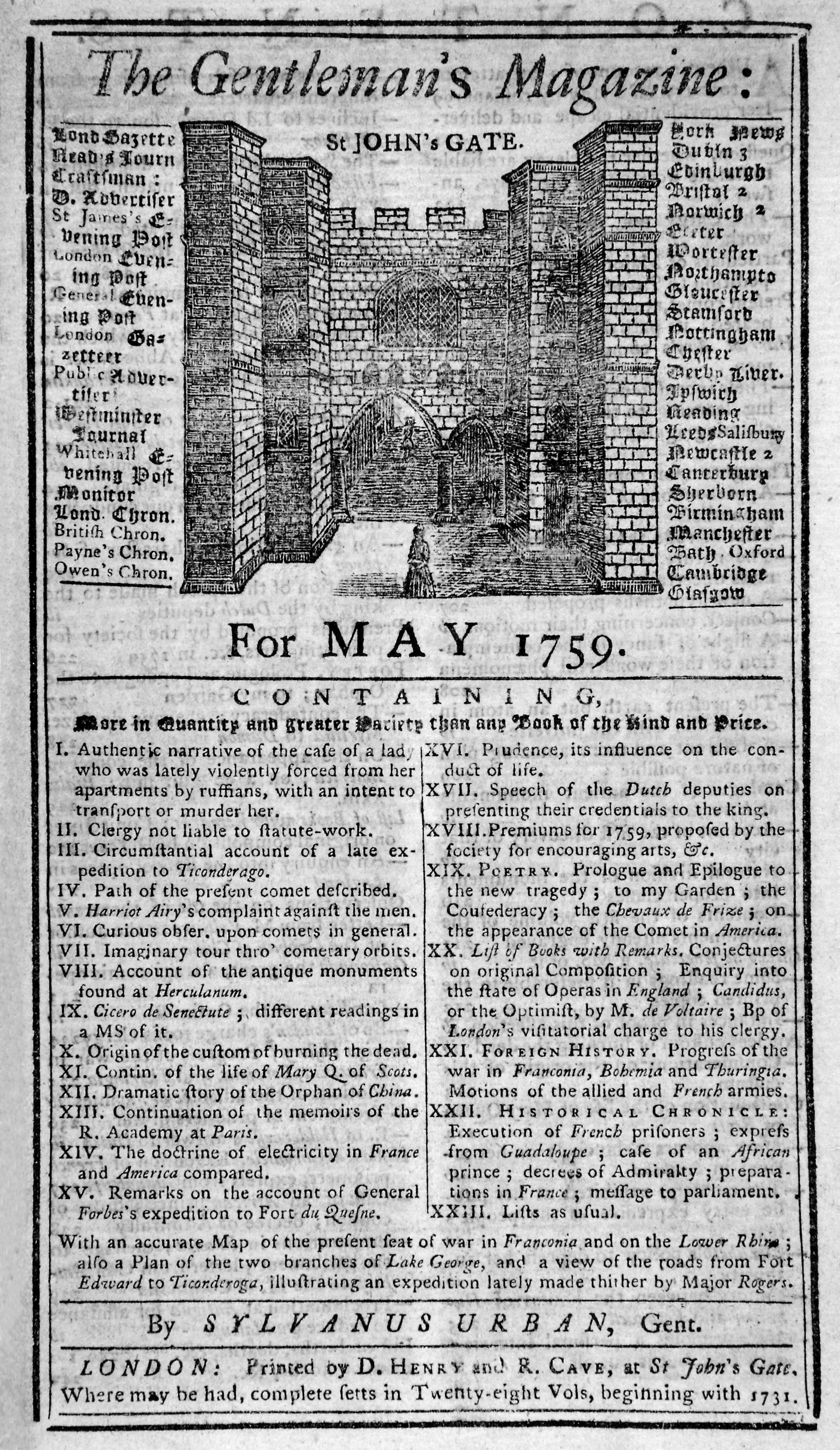
Frontespizio della rivista The Gentleman's Magazine, maggio 1759.

Prima dell'uscita del Gentleman's Magazine vi erano state riviste specializzate, ma nessuna all'altezza della pubblicazione del Cave (dei tentativi peraltro ci furono, come nel caso del Gentleman's Journal, pubblicato da Peter Motteux dal 1692 al 1694).
La prima attività regolare di Samuel Johnson come scrittore si svolse proprio presso il Gentleman's Magazine. Durante il periodo in cui in Inghilterra era proibito pubblicare i resoconti dei dibattiti parlamentari, il Johnson riferiva regolarmente nella rivista sui dibattiti della Camera, camuffandoli però sotto il titolo di Discussioni del senato della Magna Lillipuzia. In realtà, i resoconti riflettevano sì le posizioni dei partecipanti ai dibattiti, ma le precise parole riportate erano per lo più del Johnson. Il toponimo Columbia, che sarà poi utilizzato come nome poetico o letterario dell'America o degli Stati Uniti, fu coniato dal Johnson, e apparve per la prima volta nel 1738 nel Gentleman's Magazine, appunto nel resoconto settimanale dei dibattiti parlamentari.
Il Cave, da esperto uomo d'affari, sviluppò un capillare sistema di distribuzione per il Gentleman's Magazine. La rivista fu letta in tutto il mondo di lingua inglese, e seguitò a prosperare per tutto il XVIII secolo e buona parte del 19°, per merito d'una serie di diversi redattori e direttori. Cominciò però a perder lettori verso la fine dell'Ottocento, e cessò le pubblicazioni nel settembre 1907. Tuttavia, anche tra il 1907 e il 1922 furono stampati dei numeri composti da quattro pagine ciascuno, perché la rivista non si potesse dire propriamente cessata.

## Serie
- 1731–1735 The Gentleman's Magazine or Monthly Intelligencer
- 1736–1833 The Gentleman's Magazine and Historical Chronicle
- 1834–1856 (giugno) New Series: The Gentleman's Magazine
- 1856 (luglio)–1868 (maggio) New Series: The Gentleman's Magazine and Historical Review
- 1868 (giugno)–1922 Entirely New Series: The Gentleman's Magazine